# IX Concurs de castells Vila de Torredembarra
El IX Concurs de castells Vila de Torredembarra, conegut també com a Concurs-7 2013, tingué lloc el diumenge 6 d'octubre de 2013 a la plaça del Castell de Torredembarra. Fou el quaranta-setè concurs de castells de la història i la novena i última edició del concurs de castells Vila de Torredembarra, ja que a partir de l'any següent s'integrà al concurs de castells de Tarragona. Organitzat biennalment per la colla local, els Nois de la Torre, hi van participar 12 colles, les quals, pels criteris de selecció del concurs de castells de Tarragona no podien participar en aquest darrer esdeveniment.
Els guanyadors van ser els Castellers del Poble Sec, que van descarregar el 3 de 7 aixecat per sota, el 2 de 7, que fou el castell més valorat del concurs, i el 7 de 7. La segona plaça fou per als Castellers de la Sagrada Família i la tercera per als Nois de la Torre.

## Classificació
| Resultat              |
| --------------------- |
| Descarregat (D)       |
| Carregat (C)          |
| Intent (I)            |
| Intent desmuntat (ID) |

Llegenda
a: amb agulla o pilar al mig
ps: aixecat per sota
| Pos. | Colla                            | Castells intentats | Castells intentats | Castells intentats | Castells intentats | Punts |
| Pos. | Colla                            | 1a ronda           | 2a ronda           | 3a ronda           | 4a ronda           | Punts |
| ---- | -------------------------------- | ------------------ | ------------------ | ------------------ | ------------------ | ----- |
| 1    | Castellers del Poble Sec         | 3de7ps             | 2de7               | 7de7               | —                  |       |
| 2    | Castellers de la Sagrada Família | 5de7               | 3de7ps             | 7de7(id)           | 7de7               |       |
| 3    | Nois de la Torre                 | 5de7               | 7de7               | 4de7a              | —                  |       |
| 4    | Salats de Súria                  | 3de7a              | 5de7               | 4de7a(i)           | 3de7               |       |
| 5    | Tirallongues de Manresa          | 3de7a              | 4de7a(id)          | 4de7a              | 3de7               |       |
| 6    | Castellers de Berga              | 3de7               | 4de7a              | 4de7(c)            | —                  |       |
| 7    | Castellers de Badalona           | 4de7               | 4de7a              | 3de7a(id)          | Pde5               |       |
| 8    | Minyons de l'Arboç               | 7de7               | 9de7(id)           | 5de7               | 5de7a(id)          |       |
| 9    | Castellers d'Altafulla           | 4de7               | 3de7               | 2de6               | Pde5(i)            |       |
| 10   | Castellers d'Esparreguera        | 4de7a(id)          | 4de7               | 7de7(id)           | 3de7               |       |
| 11   | Colla Jove Xiquets de Vilafranca | 3de7(c)            | 5de6               | 4de7(id)           | 2de6               |       |
| 12   | Torraires de Montblanc           | 2de6(id)           | 3de6               | 3de6a              | 2de6               |       |

## Normativa

### Ubicació i ordre d'actuació
Dies abans de la celebració del concurs, es va fer el sorteig d'ubicació a la plaça i ordre d'actuació en un acte a la sala de plens de l'Ajuntament de Torredembarra. Les colles participants estaven agrupades en tres grups i cada una de les tres primeres colles, segons la seva posició en el Rànquing Estrella, va encapçalar un grup diferent, anomenats A, B i C. El número de cada colla indica l'ordre d'entrada a plaça amb un pilar de 4 caminant fins davant la tribuna del jurat.
| Grup A | Grup A                   |
| ------ | ------------------------ |
| 1      | Torraires de Montblanc   |
| 4      | Castellers de Berga      |
| 7      | Minyons de l'Arboç       |
| 10     | Castellers del Poble Sec |

| Grup B | Grup B                           |
| ------ | -------------------------------- |
| 2      | Castellers d'Esparreguera        |
| 5      | Colla Jove Xiquets de Vilafranca |
| 8      | Nois de la Torre                 |
| 11     | Castellers de la Sagrada Família |

| Grup C | Grup C                  |
| ------ | ----------------------- |
| 3      | Castellers de Badalona  |
| 6      | Tirallongues de Manresa |
| 9      | Castellers d'Altafulla  |
| 12     | Salats de Súria         |

### Taula de puntuacions
La taula de puntuacions del IX Concurs de castells Vila de Torredembarra incloïa 24 construccions, dues menys que la taula de l'edició anterior, ja que se'n va eliminar el 2 de 6 aixecat per sota i el pilar de 5 aixecat per sota. Per ordre de dificultat creixent anaven del 4 de 6 al 3 de 8, i cada castell tenia una puntuació per castell carregat o descarregat. Hi figuraven onze estructures diferents: el pilar, el dos (o torre), el tres, el tres aixecat per sota, el tres amb l'agulla, el quatre, el quatre amb l'agulla, el cinc, el cinc amb l'agulla, el set i el nou. El pilar de 4 caminant, que no estava inclòs en la taula de puntuacions amb la resta de construccions, tenia un valor de 20 punts per descarregar-lo i 5 per carregar-lo.
La següent taula mostra la llista de construccions permeses al concurs de castells i la puntuació per cada un dels castells carregats o descarregats establerta a les bases del concurs. El nom dels diferents castells apareix segons la nomenclatura emprada en la taula de puntuacions de les bases del concurs.
| Núm. | Castell | Punts descarregat | Punts carregat |
| ---- | ------- | ----------------- | -------------- |
| 1    | 4d6     | 80                | 70             |
| 2    | 3d6     | 85                | 75             |
| 3    | 3d6a    | 105               | 100            |
| 4    | 4d6a    | 110               | 100            |
| 5    | 5d6     | 115               | 100            |
| 6    | 7d6     | 120               | 110            |
| 7    | 5d6a    | 130               | 120            |
| 8    | 3d6ps   | 135               | 125            |
| 9    | 2d6     | 155               | 140            |
| 10   | p5      | 165               | 145            |
| 11   | 9d6     | 175               | 150            |
| 12   | 4d7     | 200               | 175            |

| Núm. | Castell | Punts descarregat | Punts carregat |
| ---- | ------- | ----------------- | -------------- |
| 13   | 3d7     | 210               | 185            |
| 14   | 3d7a    | 265               | 245            |
| 15   | 4d7a    | 275               | 255            |
| 16   | 5d7     | 290               | 250            |
| 17   | 7d7     | 305               | 270            |
| 18   | 5d7a    | 320               | 295            |
| 19   | 3d7ps   | 335               | 310            |
| 20   | 9d7     | 420               | 365            |
| 21   | 2d7     | 440               | 385            |
| 22   | 4d8     | 460               | 400            |
| 23   | p6      | 485               | 425            |
| 24   | 3d8     | 510               | 445            |